# 林伟宁
林伟宁（1979年3月15日—）是中国一位女子举重运动员，出生于山东省昌邑县，10岁进入昌邑体校，1991年被潍坊体校选中，开始练武术，1992年改练举重，1996年进省举重队。在2000年悉尼奥运会上获得举重女子69公斤级金牌，实现了山东省个人项目奥运金牌零的突破。2001年退役后进入山东大学体育教育学院学习，完成一年预科后攻读工商管理专业。现供职于山东体育总会秘书处。

## 主要成绩
- 1999年全国女子举重锦标赛，女子69公斤级亚军
- 1999年世青赛，69公斤级抓、挺举和总成绩三项冠军并打破69公斤级抓举世界纪录
- 1999年亚洲举重锦标赛，69公斤级抓、挺举和总成绩三项冠军，打破该级别挺举和总成绩两项世界纪录
- 2000年全国女子举重锦标赛，女子69公斤级总成绩亚军
- 2000年悉尼奥运会，女子69公斤级冠军